# Peppino di Capri
 Festival di Sanremo 1976 Campioni
Peppino di Capri, pseudonimo di Giuseppe Faiella (Capri, 27 luglio 1939), è un cantante, pianista e attore italiano.
Ha al suo attivo una vittoria al Festival della Canzone Napoletana (nel 1970, con la canzone Me chiamme ammore) e due al Festival di Sanremo (1973 con Un grande amore e niente più e nel 1976 con Non lo faccio più). Tra i suoi più grandi successi anche Champagne, E mo e mo, Roberta, Let's Twist Again  e St. Tropez Twist.

## Biografia

### Gli esordi (1943-1957)
Originario di una famiglia di musicisti (il nonno fu musicista nella banda musicale di Capri e il padre Bernardo, che aveva un negozio di dischi e di strumenti musicali, nel tempo libero suonava il sassofono, il clarinetto, il violoncello e il contrabbasso in un'orchestra), si esibisce per la prima volta all'età di quattro anni, nel 1943, suonando il pianoforte davanti alle truppe americane di stanza sull'isola natale durante la guerra.
A sei anni inizia a studiare pianoforte con una severa insegnante tedesca a Napoli, ma nel 1953 comincia anche a esibirsi con l'amico Ettore Falconieri, batterista, nei night club di Capri (il Number Two) e della vicina Ischia (il Rangio Fellone) con la denominazione "Duo Caprese". L'insegnante, venuta a sapere della cosa, decide di cacciare Peppino "che da quel momento si dedica esclusivamente alla nascente musica rock d'importazione americana".
Il 26 agosto 1956 Peppino ed Ettore riescono anche a esibirsi nella trasmissione televisiva Primo applauso, interpretando due brani: Cry e Tu vuo' fa' l'americano, condotta da Enzo Tortora; vinsero e, come premio, ottennero un televisore.
Sempre con Falconieri, detto Bebè, alla batteria, e altri amici (Pino Amenta al basso, Mario Cenci alla chitarra e Gabriele Varano al sax), forma nel 1958 un complesso, i "Capri boys", vagamente ispirato ai tipici gruppi musicali rock statunitensi dell'epoca. Il gruppo inizia ad avere successo nei vari locali delle due isole del golfo di Napoli, alternando rielaborazioni di successi napoletani e americani alla composizione di brani originali.
In particolare il chitarrista perugino Mario Cenci si rivela molto prolifico e creativo nella composizione. Nel 1958 Cenci scrive versi e musica di Let me cry. In quello stesso anno Peppino e Mario si iscrivono alla SIAE.  Fino al 1989, tuttavia, il cantante firmerà le sue canzoni con il suo nome anagrafico, essendo iscritto alla società degli autori con quest'ultimo e non con il suo futuro pseudonimo.

### La svolta, l'esordio discografico e i primi successi (1958-1959)
In una serata a Ischia, nell'agosto 1958, il gruppo viene notato da un dirigente della casa discografica milanese Carisch, lì in vacanza, che gli propone un contratto discografico. Il 26 settembre i cinque musicisti partono per Milano con una Fiat 1100 per incidere dieci brani proposti dalla casa discografica, quasi tutti già eseguiti dal gruppo nelle loro serate nei locali e quindi di sicuro successo. Mario Cenci propone, poi, il cambio di nome al gruppo dicendo a Peppino: "Siccome ti chiami Peppino e vieni da Capri ti chiamerai Peppino di Capri". Il nome completo della band sarà, quindi, "Peppino di Capri e i suoi Rockers". 
Di certo appare netta l'ispirazione del gruppo alla produzione rock'n'roll americana di fine anni cinquanta e, seppure non venga mai dichiarato espressamente, forti in quel periodo sono i riferimenti del look di Peppino di Capri alla figura del rocker texano Buddy Holly, che in talune interpretazioni pare persino omaggiare nella tipica tecnica del canto a singhiozzo come ad esempio in "Don't Play that song".
Dal 26 al 30 settembre il gruppo inciderà negli studi della Carisch dieci brani, che saranno pubblicati poco per volta in cinque 45 giri. Il 20 ottobre 1958 viene pubblicato il primo, Let me cry/You're divine dear, ma è il terzo, pubblicato il 28 novembre, Nun è peccato/Pummarola boat, che gli porta il grande successo, grazie a Nun è peccato, scritto da Ugo Calise, che diventa un evergreen della canzone napoletana.

Peppino di Capri con i suoi Rockers nel 1961; da sinistra: Pino Amenta, Mario Cenci, Peppino di Capri, Gabriele Varano ed Ettore "Bebè" Falconieri

Il 15 dicembre esce il quinto che ripeterà il successo immediato: fin da queste prime canzoni è possibile evidenziare il riuscito tentativo di Peppino e dei suoi colleghi di rinnovare nel tessuto ritmico la sonorità della musica partenopea innestando in essa varie sonorità: dal mambo, al cha cha cha. Il 16 dicembre esce il primo 33 giri del cantante che racchiude tutti i dieci brani pubblicati precedentemente che riscuoterà un ottimo successo di vendite risultando uno degli album italiani più venduti della stagione.
L'anno successivo incide per contratto molto materiale spesso rielaborando successi del Festival di Sanremo o brani già famosi di cantanti e gruppi stranieri. Bisognerà tuttavia aspettare la fine dell'anno per ottenere un altro grandissimo successo: la sua incisione di Voce 'e notte, classico napoletano del 1905, che scalerà immediatamente le classifiche.

### La consacrazione (1960-1964)

Peppino di Capri a Canzonissima

Nel 1960 si completa la consacrazione dell'artista che pubblica vari 45 giri e due album di grandissimo successo, risultando onnipresente in hit parade. Nell'anno delle Olimpiadi, Peppino di Capri e i Rockers si esibiscono anche al mitico Ballo dei Re a Napoli, nel Palazzo Serra di Cassano. All'inizio dell'anno sforna uno dei suoi maggiori evergreen: Nessuno al mondo, versione italiana della planetaria No arms can ever hold you del 1955. Poi c'è Nun giurà, canzone di Armando Romeo già autore di Malatia. In estate bissa con Luna caprese, revisione di un successo partenopeo di sei anni prima che d'ora in poi diventerà unanimemente famosa come un brano del suo repertorio. Finita l'estate riprende il lavoro discografico con I te vurria vasà, altra graditissima rielaborazione della canzone del 1899 e Per un attimo; queste due saranno inserite in due film.
Nel frattempo incomincia pure l'attività cinematografica recitando in alcuni musicarelli, accanto a Mina e altri cantanti d'epoca. Sarà protagonista accanto a Maurizio Arena del film Maurizio, Peppino e le indossatrici (1961), dove si esibisce in Vicino o mare e Lassame.
Anche il 1961 fu un anno di ottimi successi di vendita: iniziato con la rielaborazione della popolare Parlami d'amore Mariù, anche in questo caso molte di queste incisioni saranno utilizzate (spesso con la presenza filmica di Peppino e dei suoi musicisti) in film della stagione, spesso come riempitivi o per semplice moda.
Nello stesso anno sposa la modella torinese Roberta Stoppa. In autunno si esibirà negli Stati Uniti alla celebre Carnegie Hall e intraprenderà molte tournée in America Latina. Il cantante incontra il successo in Brasile, Venezuela, Perù e Argentina. Nello stesso periodo Peppino e il suo complesso incominciano a distinguersi per l'abbigliamento. Le celebri giacche di lamé, da un'idea del batterista Falconieri, cominceranno ad andare a ruba e di moda proprio con il lancio effettuato dal cantante.
A dicembre di quell'anno lancia il fenomeno del twist in Italia grazie alla sua interpretazione del brano Let's Twist Again, inciso alcuni mesi prima negli Stati Uniti da Chubby Checker, la canzone finirà dal 24 febbraio 1962 in prima posizione in classifica per varie settimane raggiungendo il milione di copie, e verrà usata anche nel film Twist, lolite e vitelloni, dove il cantante è ancora una volta presente come attore.

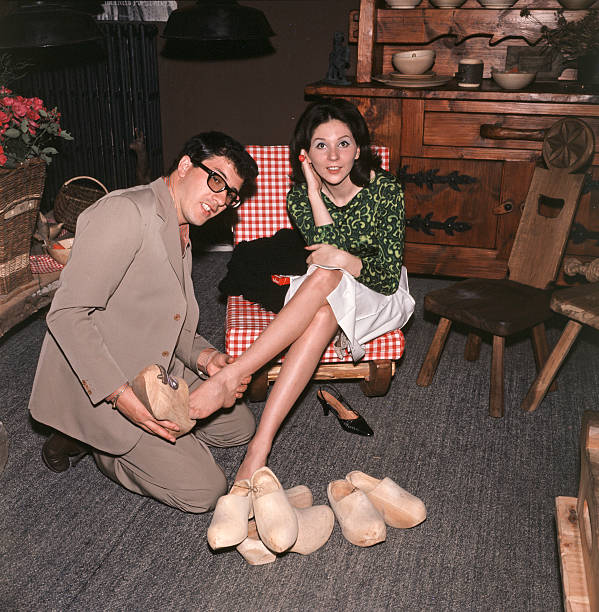
Peppino di Capri con la moglie Roberta Stoppa nel 1964

Nel 1962 riscuote altri grandi successi come Don't play that song e St. Tropez Twist che lo riconferma quell'estate come il re del twist. Nell'agosto dello stesso anno effettua una tournée in Germania dove incide anche alcuni brani in tedesco mai pubblicati in Italia. Continua anche le tournée in America.
A fine anno ottiene notevole successo anche la sua versione di Speedy Gonzales (brano di Pat Boone), che arriva in prima posizione per due settimane dal 12 gennaio 1963. A quei tempi, come testimoniano i rotocalchi dell'epoca, sono celebri i suoi acquisti di automobili americane (come la celebre Ford Thunderbird cabriolet).
Nel 1963 vince la seconda edizione del Cantagiro, davanti a Little Tony, Celentano e Gino Paoli. Lo stesso anno scala le classifiche con Roberta, dedicata a sua moglie. Nell'autunno incide Baby, il suo ultimo grande successo della sua "prima" stagione, versione italiana della famosa Be my baby delle Ronettes, raggiungendo i vertici delle classifiche. In questo stesso periodo partecipa a varie tournée; da ricordare fra l'altro l'esibizione di fronte allo Scià di Persia Reza Pahlavi.
Negli anni immediatamente seguenti la sua popolarità registra un certo calo. Partecipa alla prima edizione di Un disco per l'estate 1964 con la canzone Solo due righe, classificandosi al quarto posto. Non abbandona la tradizione napoletana rielaborando nello stesso anno Chiove e incidendo altri successi stranieri, molto spesso tradotti in italiano dal chitarrista Cenci.

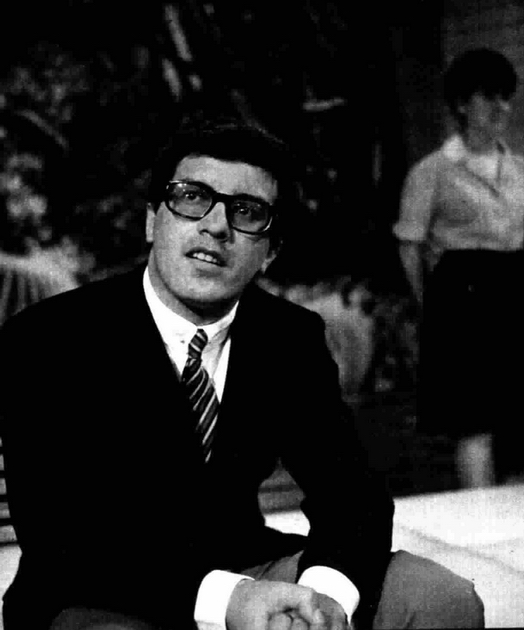
Peppino di Capri nel 1965

Nel giugno 1965 con il suo gruppo fa da spalla alle esibizioni italiane dei Beatles, insieme con gruppi come i New Dada e Fausto Leali, e alcuni mesi dopo incide la versione italiana di Girl, celebre successo dei quattro di Liverpool tratto dall'album Rubber Soul. Nello stesso anno incide una canzone in sette differenti lingue: Melancolie, che ha un buon successo specie all'estero.
Nel 1966 incide quello che viene ricordato come uno dei primissimi brani ska italiani, se non proprio il primo, Operazione sole. In autunno partecipa per la prima volta al Festival di Napoli, cantando Ce vo' tiempo e Lucia. L'esecuzione di Ce vo' tiempo, in particolare, verrà anche utilizzata nel film Operazione San Gennaro (1966) di Dino Risi.
Il periodo non particolarmente proficuo per il cantante prosegue ancora per il resto del decennio. Nel 1967 gareggia per la prima volta al Festival di Sanremo con la canzone Dedicato all'amore che non entra in finale e non riscuote successo. Di conseguenza nello stesso anno rallenta anche la produzione discografica, pubblicando infatti altri soli tre singoli, nessuno dei quali entra in hit parade.
Nel 1968 incide una delle prime canzoni del paroliere Claudio Mattone È sera, portata in gara a Un disco per l'estate, che non arriva in finale, né riscuote molte vendite, ma avrà un certo successo fra i suoi fedeli ammiratori. Nell'estate dello stesso anno il complesso dei Rockers si scioglie per la crisi di vendite e il mancato riscontro del pubblico dal vivo. Un mese dopo il cantante caprese effettua una tournée negli USA reclutando gli ex "Novelty" di Fausto Leali. Non trovandosi però molto bene con il batterista e il bassista, poco dopo richiama Amenta e Falconieri. Resteranno invece nel gruppo con la denominazione cambiata in "New Rockers" Piero Braggi alla chitarra e Gianfranco Raffaldi alle tastiere.

### La rinascita (1969-1973)

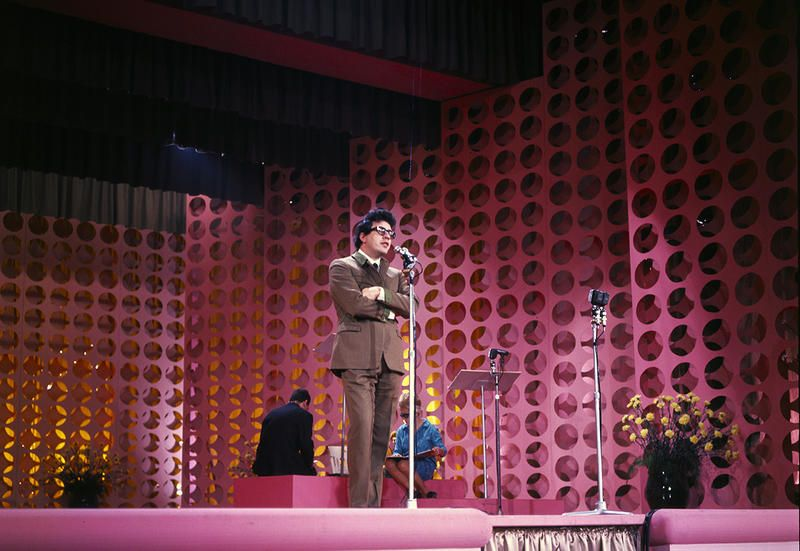
Peppino di Capri al Festival di Sanremo 1967

Una prima significativa ripresa avviene nel 1969, allorché Peppino di Capri decide di riprovare, come nel '58, con la canzone napoletana. Quindi decide di partecipare al Festival di Napoli con Tu..., la prima canzone scritta dal compositore Mimmo di Francia (che non poté firmarla, perché non ancora iscritto alla SIAE). Il brano riscuote un buon successo (si classifica quarto, ma è, di gran lunga, primo nelle vendite) tanto che il cantante viene espressamente invitato a eseguirla a Canzonissima. Il rilancio si completa nel 1970, con la vittoria al Festival di Napoli con Me chiamme ammore (sempre di Mimmo di Francia). In quello stesso anno fonda una propria etichetta discografica, la Splash.
Sul finire del 1970 pubblica per il nuovo marchio l'album Napoli ieri - Napoli oggi, i cui buoni risultati di vendite suggeriscono a di Capri l'incisione di un secondo 33 giri "gemello" (entrambi i titoli escono in copertine di velluto, distinguibili per il colore) per l'anno successivo, mentre altri due volumi seguiranno ancora, rispettivamente nel 1973 e nel 1975. Questi dischi, dove il musicista rielabora in chiave quasi rock diversi classici della canzone partenopea alternandoli a nuove composizioni, suscitano tuttora interesse da parte del pubblico.
Nel 1971 partecipa nuovamente a Sanremo con il brano di Pino Donaggio L'ultimo romantico che passa inosservato; successivamente pubblica Musica, Frennesia e Amare di meno, sigla della trasmissione televisiva Rischiatutto, condotta da Mike Bongiorno. L'anno successivo è la volta di altri due LP: Hits Vol. I e Hits Vol. II che accostano successi attuali a moderne reincisioni di brani del periodo Carisch.
Altri successi del 1972 sono Una catena d'oro (primo brano di Depsa), presentato a Un disco per l'estate, e Magari (Depsa/Di Francia), portato a Canzonissima, dove riceve numerosi voti dal pubblico selezionato dalla Rai, arrivando primo, ma viene poi eliminato per un massiccio arrivo di cartoline (!) a favore di Gianni Morandi e di Nicola Di Bari.

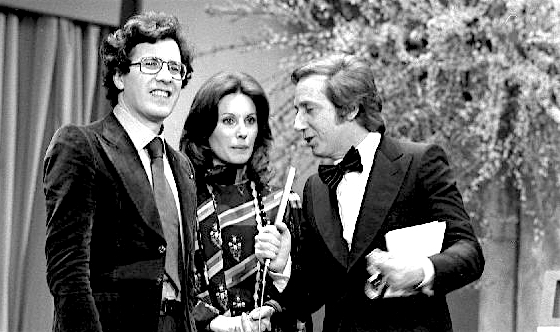
Peppino di Capri, Gabriella Farinon e Mike Bongiorno al Festival di Sanremo 1973

Nel 1973, con Un grande amore e niente più  scritta con Claudio Mattone e Gianni Wright (su testo di Franco Califano), vince il Festival di Sanremo, quindi partecipa alla rassegna Piedigrotta: Le nuove Canzoni di Napoli con Scusa (Depsa/Di Francia). Ma sarà soprattutto il singolo Champagne, uscito a fine anno a Canzonissima, a riportarlo definitivamente in auge. Il brano, composto ancora da Mimmo di Francia su versi di Iodice e Depsa, diventa presto la sua canzone-simbolo nonché un grande successo internazionale.
Di Capri vince nuovamente Sanremo nel 1976 con Non lo faccio più. Lo stesso anno, incide nuove versioni dei suoi primi successi sotto il titolo ...e cominciò così. Nel 1977 ottiene un buon riscontro con Incredibile voglia di te (Depsa-Iodice / Di Francia). Nel 1978 esce l'album Verdemela, contenente fra l'altro Fiore di carta (cover di How deep is your love dei Bee Gees, su testo di Di Francia-Iodice) e Auguri (Depsa-Iodice / Di Francia).

### Gli anni successivi (1980-oggi)
Nei decenni successivi continua la carriera musicale, ottenendo altri successi come E mo' e mo e Il sognatore. Nel 1982 pubblica un disco, Juke-Box, dove reinterpreta classici degli anni sessanta in chiave moderna. L'esecuzione dei cori nell'album è affidata alla pop band napoletana de Il Giardino dei Semplici.
Il 4 gennaio 1987, Peppino di Capri registra a Londra il suo primo album dal vivo Peppino di Capri in concerto al Royal Albert Hall. Il disco esce nel 1988.
Nel 1995, partecipa al Festival di Sanremo, con Gigi Proietti e Stefano Palatresi, sul nome di Trio Melody interpretando Ma che ne sai... (...se non hai fatto il piano-bar). Dopo la manifestazione viene pubblicato l'unico album del trio. Lo stesso anno, pubblica il suo trentatreesimo album, Di Capri...di più.
Peppino di Capri è noto anche all'estero: fra l'altro, ha rappresentato l'Italia all'Eurovision Song Contest casalingo del 1991 con Comm'è ddoce 'o mare, finendo settimo. Ha inoltre partecipato, ma in ruoli perlopiù minori, a vari film; uno degli ultimi, in ordine cronologico, è Terra bruciata (1999), dove interpreta Champagne seduto al piano.
Nel 1997 di Capri pubblica il suo primo (e unico) singolo su CD. Contiene tre canzoni: (Incredibile) Voglia di te, Mambo e Ammore scumbinato. Di Mambo realizza anche un video molto curato, per la regia di Fulvio Iannucci.
Nel 2001, l'album Fase 3 scritto da Franco Del Prete gli permette di collaborare con James Senese, trovando uno stile un po' diverso.
Nel 2005, partecipa per la quindicesima volta al Festival di Sanremo con La panchina ed esce il suo album Amore.it.
Il 26 maggio del 2005 viene insignito dal presidente della Repubblica Carlo Azeglio Ciampi dell'onorificenza di Commendatore Ordine al merito della Repubblica Italiana.
Nel 2007 esce il suo trentaseiesimo album Ad occhi chiusi... Napoli. Seguiranno nel 2011 Magnifique e nel 2014 L'acchiappasogni.
Nel 2008 ha festeggiato i cinquant'anni di carriera musicale e il 20 ottobre, nel periodo in cui cadeva l'anniversario della pubblicazione del suo 45 giri di esordio, ha tenuto un concerto al Teatro Alfieri di Torino (la città a cui, in quegli anni, era particolarmente legato per via della moglie Roberta), firma alcuni autografi ai suoi fan, ottenendo il tutto esaurito e un grande successo. A dicembre del 2008 ha pubblicato (in collaborazione con la Rai) il doppio DVD 50º, con un disco con il concerto dal vivo registrato a Roma (tratto dall'ultima tournée). Detiene insieme con Milva, Toto Cutugno e Al Bano il record di partecipazioni al Festival di Sanremo, ben 15. Nel 2006 ha scritto la colonna sonora della fiction Rai Capri in collaborazione con il figlio Edoardo. Il cantante pubblica la raccolta Collection 2 - Le donne amano con tre canzoni in duetto inediti, Amare di meno con Luigi Libra, Nun è peccato con Monica Sarnelli e Roberta con Mr.Hyde.
A dicembre del 2013, in occasione del quarantesimo anniversario del suo successo, Champagne, ne lancia una nuova versione accompagnata da un videoclip a cartone animato, sceneggiato dallo stesso Peppino di Capri con Mimmo di Francia. Fulvio Iannucci ne ha curato la regia. Il cartoon è stato realizzato dalla casa di produzione di Nicola Barile Tilapia Animation e presentato in anteprima al Capri Hollywood Festival. Nel 2015 Gué Pequeno lancia un nuovo brano con titolo Fiumi di Champagne (versione rap di Champagne), cui partecipa anche Peppino di Capri. Il video musicale è uscito il 18 novembre 2015, tratto dal film Natale col boss, pellicola alla quale il cantante partecipa interpretando il ruolo di un boss malavitoso che, grazie a un'operazione di rifacimento facciale, si sostituisce al vero di Capri.
Nel 2016 esce una raccolta intitolata ...una musica infinita... che propone quattro canzoni inedite con la sua cinquecentesima composizione I miei capelli bianchi.
Una puntata speciale di Techetechete' è andata in onda su Rai 1 il 25 luglio 2019 per gli 80 anni dell'artista dal titolo Gli 80 anni di Peppino di Capri che ha ripercorso i 60 anni di carriera attraverso le tante apparizioni alla Rai con successi, interviste, rari filmati, camei (Comizi d'amore di Pier Paolo Pasolini nel 1964; Un posto al sole, 1997), parodie (Alighiero Noschese in Doppia coppia, 1970). Vari spezzoni sono stati estrapolati da Appuntamento con Peppino di Capri (1965), a cura di Leo Chiosso, presentato da Lilli Lembo; di Capri intervistato da Antonello Aglioti per Magazine sul Rai 2 (2007), da Bruno Vespa per Porta a porta su Rai 1 (2018).
Nel novembre del 2019 di Capri ha pubblicato il suo ultimo CD Mister...Peppino Di Capri in cui spiccano Vorrei rivivere (canzone d'apertura) e You (canzone di chiusura), versione inglese della canzone Tu... di Mimmo di Francia, incisa nel 1969.
Il 16 marzo 2022, in occasione dei 130 anni del quotidiano Il Mattino, partecipa, con altri artisti napoletani come: Nino D'Angelo, Gigi D'Alessio, Massimo Ranieri, Peppino Gagliardi, al video di auguri pubblicato online dal giornale.
Il 10 febbraio 2023, in occasione della 73ª edizione del Festival di Sanremo, nella quarta serata, riceve il premio alla carriera "Città di Sanremo" sul palco del Teatro Ariston
Il 27 settembre 2024, su Rai 3, Di Capri è presente nel docufilm 'O Festivàl, dove, con artisti come Claudio Villa, Nunzio Gallo, Domenico Modugno, Ornella Vanoni, Mario Trevi e Aurelio Fierro, è testimone del Festival di Napoli attraverso filmati storici.
Il 24 marzo 2025 Di Capri riceve le chiavi della città di Capri dalle mani del sindaco; in serata su Rai 1 viene trasmesso il film biografico Champagne - Peppino di Capri, diretto da Cinzia TH Torrini, dove l'attore Francesco Del Gaudio interpreta la parte del cantante, e del quale lo stesso Peppino di Capri ha curato le musiche assieme al figlio Edoardo.

## Vita privata
Nel 1959 conobbe in un locale di Ischia la diciottenne torinese Roberta Stoppa, una modella con la quale andò a convivere; i due si sposarono nel 1961. Sul finire degli anni sessanta la coppia affrontò un periodo di crisi, che culminò con l'inizio di una nuova relazione da parte di Peppino con una giovane studentessa napoletana di biologia, Giuliana Gagliardi. Durante un brevissimo periodo di riappacificazione con la moglie, concepì però con lei il primo figlio Igor, nato nel 1970. 
Il 30 agosto del 1977, a bordo di una Alfasud, mentre si dirigeva a Selinunte per registrare la finale del programma "Disco Mare '77", finì in una scarpata mentre percorreva l'autostrada Palermo-Mazara del Vallo insieme a 3 amici. Fortunatamente nessuno riportò ferite gravi.
Quando alcuni anni dopo Peppino e Roberta divorziarono, il cantante, sempre legato a Giuliana, si sposò con lei nel 1978 ed ebbero due figli: Edoardo (1980) e Dario (1986). Giuliana Gagliardi è morta il 4 luglio 2019 all'età di 68 anni.

## Discografia

### Album in studio
- 1958 – Peppino di Capri e i suoi Rockers
- 1960 – Peppino di Capri e i suoi Rockers
- 1960 – Nessuno al mondo
- 1961 – Peppino di Capri e i suoi Rockers
- 1962 – Peppino di Capri e i suoi Rockers
- 1962 – Peppino di Capri e i suoi Rockers
- 1963 – Peppino di Capri e i suoi Rockers
- 1964 – Peppino di Capri e i suoi Rockers
- 1964 – Peppino di Capri e i suoi Rockers
- 1966 – Girl
- 1970 – Napoli ieri - Napoli oggi
- 1971 – Napoli ieri - Napoli oggi - Vol. II
- 1972 – Hits - Vol. I
- 1972 – Hits - Vol. II
- 1973 – Peppino di Capri e i New Rockers
- 1973 – Napoli ieri - Napoli oggi - Vol. III
- 1974 – Il giocatore
- 1975 – Napoli ieri - Napoli oggi - Vol. IV
- 1976 – ...e cominciò così
- 1976 – Non lo faccio più
- 1977 – Aiere
- 1978 – Verdemela
- 1979 – Viaggi
- 1980 – Con in testa strane idee
- 1981 – Bona furtuna
- 1982 – Juke-Box
- 1983 – Torno subito!
- 1985 – Zitto zitto
- 1987 – Il sognatore
- 1990 – I ragazzi di ieri
- 1991 – Comme è ddoce 'o mare - Napoli oggi Napoli ieri
- 1992 – ...e cerchi il mare
- 1995 – Ma che ne sai... (...se non hai fatto il piano-bar) (come Trio Melody con Gigi Proietti e Stefano Palatresi)
- 1995 – Di Capri...di più
- 2001 – Fase 3
- 2005 – Amore.it
- 2006 – Capri[17] - colonna sonora[18][19]
- 2007 – Ad occhi chiusi... Napoli
- 2011 – Magnifique
- 2014 – L'acchiappasogni
- 2019 – Mister...Peppino Di Capri

### Album dal vivo
- 1988 – Peppino di Capri in concerto
- 1996 – Due ragazzi così - live '96 (con Fred Bongusto)
- 2003 – In tour

### Raccolte
- 1967 – Canta Peppino vol.1
- 1967 – Canta Peppino vol.2
- 1967 – Canta Peppino vol.3
- 1968 – Notte di luna calante
- 1968 – Munasterio 'e santa chiara
- 1968 – Let's twist again
- 1968 – Te voglio stasera
- 1968 – Parlami d'amore Mariù
- 1968 – Incontro con Peppino di Capri
- 1968 – I dischi d'oro di Peppino di Capri
- 1970 – Peppino e le canzoni di Napoli
- 1975 – 1000 giorni
- 1977 – Specialissimo vol.1
- 1977 – Specialissimo vol.2
- 1978 – Specialissimo vol.3
- 1978 – 20 supersuccessi
- 1979 – Teneramente
- 1980 – Il meglio
- 1980 – Una Napoli fa
- 1980 – Raccolta Di Successi 1970 -1980 1º
- 1980 – Raccolta Di Successi 1970 -1980 2º
- 1982 – Peppino di Capri
- 1982 – Luna caprese
- 1982 – ...è mezzanotte
- 1983 – Parlami d'amore Mariù
- 1984 – Il meglio di Peppino di Capri
- 1984 – Canta Peppino di Capri Vol.1
- 1984 – Canta Peppino di Capri Vol.2
- 1984 – Te voglio stasera
- 1985 – L'album di Peppino di Capri
- 1985 – Story 1
- 1985 – Story 2
- 1985 – Story 3
- 1985 – Story 4
- 1985 – Story 5
- 1985 – Peppino di Capri
- 1986 – Twist Rumba Cha Cha Cha
- 1986 – Dancing
- 1986 – Peppino e Fred - La classe e lo stile (con Fred Bongusto)
- 1986 – Peppino di Capri
- 1987 – Raccolta di successi
- 1987 – Nessuno al mondo
- 1988 – Collection - Auguri
- 1988 – Collection - Champagne
- 1988 – Collection - Forever
- 1988 – Collection - Napoletana Vol.1
- 1988 – Collection - Napoletana Vol.2
- 1990 – Personale di Peppino Di Capri
- 1991 – I successi di Peppino Di Capri
- 1991 – Malafemmena
- 1992 – Peppino di Capri
- 1992 – Peppino di Capri Vol.2
- 1992 – Voce 'e notte
- 1992 – Piscatore 'e Pusilleco
- 1993 – Peppino di Capri
- 1993 – I più grandi successi
- 1993 – Trentacinque anni 1958-1993
- 1993 – Il meglio di
- 1993 – Collezione
- 1993 – I successi
- 1993 – Una voce un cuore
- 1994 – Torna Piccina
- 1994 – Solo due righe
- 1996 – I re del night (con Fred Bongusto)
- 1997 – "Roberta" e altri grandi successi
- 1997 – Ancora...grandi successi
- 1997 – Sempre...grandi successi
- 1997 – Gli anni d'oro vol.1
- 1997 – Gli anni d'oro vol.2
- 1997 – Gli anni d'oro vol.3
- 1997 – Gli anni d'oro vol.4
- 1998 – 40 anni di canzoni
- 1998 – Raccolta di successi 1
- 1998 – Raccolta di successi 2
- 1998 – Raccolta di successi 3 - Canta Napoli
- 1999 – Voce 'e notte
- 2000 – Nessuno al mondo - I successi del juke-box
- 2000 – Voce 'e notte - L'oro di Napoli
- 2000 – Il nostro concerto - Le canzoni di sempre
- 2000 – Addio mondo crudele - I favolosi anni sessanta
- 2000 – Saint Tropez twist - I balli del sabato sera
- 2000 – Luna caprese - La magia del golfo
- 2000 – Don't play that song - International hit-parade
- 2000 – Stanotte nun durmì - Napoli by night
- 2000 – Sarrà chi sa... - Tempo di Festival
- 2000 – La lunga strada - La vita è una canzone
- 2000 – Cinque minuti ancora - Momenti d'amore
- 2000 – L'amore viene e va - Affari di cuore
- 2000 – Guardando il cielo - Volano i pensieri
- 2000 – Forget Me? - Canzoni da ricordare
- 2001 – Il meglio (1981-1998) vol.2
- 2003 – Napoli ieri - Napoli oggi - Vol. V[20]
- 2003 – Champagne 1974-2004 [21]
- 2004 – Peppino di Capri
- 2004 – I successi
- 2004 – Collection - Se non è amore
- 2006 – Le più belle canzoni di
- 2008 – I grandi successi
- 2008 – Collection 2 - Le donne amano
- 2009 – 50 grandi successi per 50 anni di carriera
- 2010 – Luna caprese
- 2010 – Io te vurria vasà
- 2011 – I successi
- 2012 – Antologia napoletana
- 2012 – Parlami d'amore Mariù
- 2013 – Luna caprese
- 2015 – Le canzoni d'amore
- 2016 – Playlist
- 2016 – ...una musica infinita...
- 2017 – Peppino di Capri

### Singoli
- 1958 – L'autunno non è triste/Let me cry
- 1958 – Last train to San Fernando/Mambo alfabetico
- 1958 – Pummarola boat/Nun è peccato
- 1958 – Let me cry/You're divine dear
- 1958 – L'autunno non è triste/Mambo alfabetico
- 1958 – Pummarola boat/Nun è peccato
- 1958 – Last train to San Fernando/Teach you to rock
- 1958 – 'mbraccio a mme/Malatia
- 1959 – Sempre con te/Partir con te
- 1959 – Piove/Nessuno
- 1959 – Donna/M'addormento con te
- 1959 – Nun me lassà/Si turnata
- 1959 – When/Stupid Cupid
- 1959 – Viene vicino a mmé/La duena de mi corazon
- 1959 – Midnight/Forget Me
- 1959 – Carina/Guardatemi bene
- 1959 – Com'è bello/Forget Me
- 1959 – Sta' miss 'nciucio/Primma e dopo
- 1959 – Forget Me/Guardatemi bene
- 1959 – Solitudine/Sarrà chi sa
- 1959 – Napulione 'e Napule/Pimma e dopo
- 1959 – Forget me?/Nun è peccato
- 1959 – Accussì/Vieneme 'nzuonno
- 1959 – Ghiaccio/Chissà pecché...
- 1959 – Mamalola/Lassame
- 1959 – At Capri you'll find the fortune/Voce 'e notte
- 1959 – Malatia/Lassame
- 1959 – Libero/È mezzanotte
- 1960 – È vero/Colpevole
- 1960 – Danni Boy/Marina
- 1960 – Nessuno al mondo/Nun songh'io
- 1960 – Il mio incubo/Io tremmo
- 1960 – Nun giurà/Suonno
- 1960 – Abrete Sesamo/Ch'aggia ffa
- 1960 – Mai dire mai/Lady
- 1960 – Freva/'A pianta 'e stelle
- 1960 – Luna caprese/Vicino 'o mare
- 1960 – Il nostro concerto/Se piangi tu
- 1960 – Notte di luna calante/I' te vurria vasà
- 1960 – Per un attimo/Te voglio stasera
- 1960 – Che vita/Tu sei l'orizzonte
- 1961 – No, nun dì ca me vuò bbene/Ciento strade
- 1961 – Aprile a Napoli/Nun m'aspettà chesta sera
- 1961 – Stanotte nun durmì/Peppino
- 1961 – Parlami d'amore Mariù/Pensiero
- 1961 – Noi due/'A paura
- 1961 – Guardando il cielo/No, nun è overo
- 1961 – Piscatore 'e Pusilleco/Non siamo più insieme
- 1961 – Cinque minuti ancora/Quando
- 1961 – Parlami d'amore Mariù/Stanotte nun durmì
- 1961 – Voca e va piscatò/'E nnamurate
- 1961 – Bianco Natale/Jingle bells
- 1961 – Let's twist again/Non siamo più insieme
- 1962 – The jet/Everybody dance
- 1962 – Scetate/Le stelle d'oro
- 1962 – St. Tropez Twist/Daniela
- 1962 – Torna piccina/Verso te
- 1962 – Sogno d'amore twist/Nell'immenso del cielo
- 1962 – Addio mondo crudele/Don't play that song
- 1962 – Speedy Gonzales/Madison time
- 1962 – New York/Dammi la primavera
- 1963 – Roberta/Nustalgia
- 1963 – Vita difficile/Per te morirò
- 1963 – Non ti credo/Poof
- 1963 – Yes/T'hanno vista domenica sera
- 1963 – Baby/I marziani/...e voi ridete
- 1964 – Shout/Ieri sera a quella festa
- 1964 – Piccatura/Chi accende le stelle?
- 1964 – Solo due righe/Boom! Boom! Surf
- 1964 – È un'ora che ti aspetto/Ti pentirai
- 1964 – Chiove/Io no
- 1964 – Topless/Se ti senti sola
- 1964 – Didi da didi du/Se ti senti sola
- 1964 – Ieri/Forse lo so/Perché
- 1964 – Voce 'e notte/I' te vurria vasà
- 1965 – Forse qualcuno lo sa/Melancolie
- 1965 – La lunga strada/Non rimpiangerai
- 1965 – Che figura/Morire a Capri
- 1965 – La fuga/La la la la la
- 1966 – Girl/Ora siamo qui
- 1966 – Operazione sole/Non chiedo più niente per me
- 1966 – Lucia/Ce vo' tiempo
- 1966 – Adesso che c'è lei/Quanno duie se vonno bene
- 1966 – L'amore non è amore senza te/Gira...gira...
- 1967 – Dedicato all'amore/Dillo a tuo padre
- 1967 – Ritorna da me/L'amore viene e va
- 1967 – 'O tiempo 'e Maria/Tutta pe' mme
- 1967 – Piangi piangi/Capri
- 1968 – È sera/Chiudere gli occhi
- 1968 – Cara piccina/Bach 70
- 1968 – La colpa è della vita/Mi fermo ogni sera
- 1969 – Tu/Vola vola
- 1969 – Munasterio 'e Santa Chiara/Malafemmena
- 1970 – Barbara/The River
- 1970 – Annalee/Suspiranno
- 1970 – Me chiamme ammore/Torna
- 1971 – L'ultimo romantico/L'accenno di un sorriso
- 1971 – Musica/'Na sera e' maggio
- 1971 – Frennesia/Signò dint'a sta chiesa
- 1971 – Amare di meno/Un anno fa
- 1972 – Una catena d'oro/Che delusione, amore, questa sera
- 1972 – Solo io/Probabilmente
- 1972 – Magari/Munasterio è Santa Chiara
- 1973 – Un grande amore e niente più/Per favore non gridare
- 1973 – Scusa.../Piano piano, dolce dolce
- 1973 – Champagne/La prima sigaretta
- 1974 – Amore grande, amore mio/E ridendo ridendo
- 1974 – Domani/Finale scontato
- 1974 – Mai/Lasciamo stare
- 1975 – Un piccolo ricordo/Gelusia
- 1975 – Amo/Il giocatore
- 1975 – Amo/Love me as though there were no tomorrow
- 1976 – Non lo faccio più/Vorrei, vorrei, vorrei
- 1976 – Pazzo di te/Se io vado via
- 1976 – Trovarsi e perdersi/Non sono dio
- 1977 – Incredibile voglia di te/Il musicista
- 1977 – Piccerè/Tu m'arrubave l'aria
- 1978 – Auguri/Piccerè
- 1978 – Love me/Fiore di carta
- 1979 – Portami a ballare/Avvicinati
- 1979 – Fresca fresca/Veliero
- 1980 – Tu, cioè/Anima
- 1980 – Cristina/Il cacciatore
- 1981 – Ammore/Capri, sempe blu'
- 1981 – Bona furtuna/Allero, allero
- 1983 – Sera/Ci sei
- 1985 – E mo e mo (te voglio bene)/Chi sa, chi sa...
- 1986 – Stasera (Like an angel) / Un'estate fra le dita
- 1987 – Il sognatore/Te sento luntana
- 1988 – Nun chiagnere/Alta marea
- 1989 – Il mio pianoforte/Like an angel
- 1990 – Evviva Maria/Evviva Maria (strumentale)
- 1991 – Comme è ddoce 'o mare/'O sole
- 2022 – L’amore esiste
- 2023 – E mò e mò (Mixed by Erry Remix)

### EP
- 1959 – Piove/Partir con te/Nessuno/Sempre con te
- 1959 – Let me cry/Malatia/Last train to San fernando/'Mbraccio a mme
- 1959 – Midnigt/M'addormento con te/Donna/La duena de mi corazon
- 1959 – Sì turnata/Stupid cupid/Forget me?/When
- 1959 – Ghiaccio/Chissà pecché/Lassame/Nun è peccato
- 1959 – Libero/Colpevole/È vero/È mezzanotte
- 1960 – Danny boy/Il mio incubo/Suonno/Nun giurà
- 1960 – Marina/Nessuno al mondo/Voce 'e notte/Nun songh'io
- 1960 – I' te vurria vasà/Se piangi tu/Notte di luna calante/Lady
- 1960 – Luna caprese/Freva/Mai dire mai/'A pianta 'e stelle
- 1961 – Parlami d'amore Mariù/Ciento strade/Per un attimo/Stanotte nun durmì
- 1961 – Aprile a Napoli/Tu sei l'orizzonte/Peppino/Nun m'aspettà chesta sera
- 1961 – Piscatore 'e Pusilleco/Non siamo più insieme/Voca e và piscatò/Cinque minuti ancora
- 1962 – Let's twist again/Non siamo più insieme/the jet/Everybody dance
- 1962 – Daniela/Torna piccina/Verso te/St. Tropez twist
- 1962 – Speedy gonzales/Madison time/Don't play that song/Addio mondo crudele
- 1963 – Roberta/Vita difficile/Nustalgia/Per te morirò
- 1997 – Voglia di tre
- 2007 – Roberta (solo un giorno, solo un'ora) (con Mr.Hyde)
- 2008 – Nun'è peccato (con Monica Sarnelli)
- 2008 – Amare di meno (con Luigi Libra)

### DVD
- 2008 – 50 Doppio DVD[22]

## Filmografia
- Mina... fuori la guardia, regia di Armando W. Tamburella (1961)
- Cacciatori di dote, regia di Mario Amendola (1961) – se stesso
- Io bacio... tu baci, regia di Piero Vivarelli (1961) – se stesso
- Maurizio, Peppino e le indossatrici, regia di Filippo Walter Ratti (1961)
- Pesci d'oro e bikini d'argento, regia di Carlo Veo (1961) – se stesso
- Vacanze alla Baia d'Argento, regia di Filippo Walter Ratti (1961)
- Che femmina!! e... che dollari!, regia di Giorgio Simonelli (1961)
- Canzoni a tempo di twist, regia di Stefano Canzio (1962)
- Twist, lolite e vitelloni, regia di Marino Girolami (1962) – se stesso
- Canzoni nel mondo, regia di Vittorio Sala (1963) – se stesso
- Urlo contro melodia nel Cantagiro '63, regia di Arturo Gemmiti (1963) – se stesso
- Comizi d'amore, regia di Pier Paolo Pasolini (1965) – se stesso
- Viale della canzone, regia di Tullio Piacentini (1965) – se stesso
- Giorno caldo al Paradiso Show, regia di Enzo Di Gianni (1965)
- Totò a Napoli, regia di Daniele D'Anza – film TV (1967)
- La polizia interviene: ordine di uccidere! regia di Giuseppe Rosati (1975) – se stesso
- Cuando calienta el sol... vamos alla playa, regia di Mino Guerrini (1983) – se stesso
- A spasso nel tempo, regia di Carlo Vanzina (1996) – se stesso
- Non lo sappiamo ancora, regia di Stefano Bambini, Alan De Luca e Lino D'Angiò (1999)
- Terra bruciata, regia di Fabio Segatori (1999) – se stesso
- Capri – serie TV, 1 episodio (2006) - colonna sonora
- Natale col boss, regia di Volfango De Biasi (2015)

## Televisione
Peppino di Capri nel 1961 ha partecipato con il suo complesso alla rubrica pubblicitaria televisiva Carosello, pubblicizzando il Burro Optimus, il Latte Stelag e lo Stelat per la Polenghi Lombardo.

## Partecipazioni a manifestazioni canore

### Azzurro
- 1982: Forever
- 1983: Il tango di Adelina

### Cantagiro
- 1963: Non ti credo (1º posto)

### Canzonissima
- 1960: Malatia
- 1961: Voca e va, piscatò
- 1967: Voce 'e notte
- 1968: Nessuno al mondo
- 1969: Tu
- 1970: Me chiamme ammore - Suspiranno
- 1972: Amare di meno - Reginella - Munasterio 'e Santa Chiara - Magari
- 1973: Un grande amore e niente più - Piano piano, dolce dolce - Champagne
- 1974: Piano piano, dolce dolce - Mai

### Festival di Napoli
- 1966: Lucia (9º posto) - Ce vo' tiempo - Quanno duie se vonno bene (non finaliste)
- 1967: O tiempo 'e Maria (non finalista)
- 1969: Tu (4º posto)
- 1970: Me chiamme ammore (1º posto)

### Festival di Sanremo
- 1967: Dedicato all'amore (non finalista)
- 1971: L'ultimo romantico (13º posto)
- 1973: Un grande amore e niente più (1º posto)
- 1976: Non lo faccio più (1º posto)
- 1980: Tu cioè (20º posto)
- 1985: E mò e mò (9º posto)
- 1987: Il sognatore (5º posto)
- 1988: Nun chiagnere (17º posto)
- 1989: Il mio pianoforte (11º posto)
- 1990: Evviva Maria (finalista)
- 1992: Favola blues (con Pietra Montecorvino) (14º posto)
- 1993: La voce delle stelle (non finalista)
- 1995: Ma che ne sai... (...se non hai fatto il piano-bar) (come Trio Melody con Gigi Proietti e Stefano Palatresi) (13º posto)
- 2001: Pioverà (Habibi ené) (11º posto)
- 2005: La panchina (finalista)

### Festivalbar
- 1982: Forever

### Un disco per l'estate
- 1964: Solo due righe (4º posto)
- 1965: La lunga strada (non finalista)
- 1966: Operazione sole (non finalista)
- 1968: È sera (non finalista)
- 1972: Una catena d'oro (semifinalista)
- 1974: Amore grande, amore mio (non finalista)
- 1975: Un piccolo ricordo (non finalista)

### Eurovision Song Contest
- 1991: Comme è ddoce 'o mare (7º Posto)